# OVO (album)
OVO è il tredicesimo album della carriera solista del musicista inglese Peter Gabriel, colonna sonora dell'omonimo spettacolo allestito all'interno del Millennium Dome di Londra nel 2000. È stato pubblicato il 29 agosto 2000.
L'album ospita vari cantanti tra cui Paul Buchanan dei Blue Nile, Neneh Cherry, Rasco, Richie Havens ed Elizabeth Fraser. Si tratta di un concept album incentrato su tre generazioni di una famiglia, che rappresentano metaforicamente la storia dell'umanità.
Ne sono state pubblicate due versioni diverse: una «regolare» destinata al mercato statunitense e una «limitata» per l'Europa; quest'ultima edizione contiene un fumetto con la storia di OVO, un bonus CD con tracce aggiuntive e video tratti dallo spettacolo londinese.

## Tracklist edizione limitata
1. "Low Light" – 6:37
2. "Time of the Turning" – 5:06
3. "Man Who Loved the Earth / The Hand That Sold Shadows" – 4:15
4. "Time of the Turning (Reprise)/The Weavers Reel" (Peter Gabriel / Richard Evans) – 5:37
5. "Father, Son" – 4:55
6. "Tower That Ate People" – 4:49
7. "Revenge" – 1:31
8. "White Ashes" – 2:34
9. "Downside-Up" – 6:04
10. "The Nest That Sailed the Sky" – 5:05
11. "Tree That Went Up" – 2:14
12. "Make Tomorrow" – 10:01

Tracklist bonus cd
1. "The Story of OVO" – 5:21

## Tracklist edizione regolare
1. "The Story of OVO" – 5:21
2. "Low Light" – 6:37
3. "The Time of the Turning" – 5:06
4. "The Man Who Loved the Earth / The Hand That Sold Shadows" – 4:15
5. "The Time of the Turning (Reprise)/The Weaver's Reel" (Peter Gabriel / Richard Evans) – 5:37
6. "Father, Son" – 4:55
7. "The Tower That Ate People" – 4:49
8. "Revenge" – 1:31
9. "White Ashes" – 2:34
10. "Downside-Up" – 6:04
11. "The Nest That Sailed the Sky" – 5:05
12. "Make Tomorrow" – 10:01

## Musicisti
- Peter Gabriel - Voce, tastiere, percussioni, programmazione, trattamenti, produzione, arrangiamenti orchestrali
- Brian Transeau
- Paul Buchanan - Voce
- Richard Evans - Tecnico del suono, programmazione, missaggio (1-6, 10-12), sintetizzatori (1), basso synth (2), trattamenti (3, 11), chitarra in loop (3), mandolino (3,5,12), flauto (3,5), dulcimer (3), crotali (4), battito di mani (4), basso (5), programmazione batteria (5), shaker (5), chitarra elettrica a 12 corde (10,12), chitarra acustica a 12 corde (10), chitarra elettrica (12)
- Richard Chappell - Tecnico del suono, programmazione, missaggio (1-3, 7-9), trattamenti (1,4,7,9), programmazione batteria (1,3,4,7-9), loop (7), tom (7)
- Manu Katché - Batteria, percussioni
- Tony Levin - Basso, Chapman Stick
- Hossam Ramzy
- David Rhodes - Chitarra
- L. Shankar - Violino
- Assane Thiam
- Jim Barr
- Jim Couza
- Sussan Deyhim
- Markus Dravs
- Nigel Eaton
- Simon Emmerson
- Kudsi Erguner
- Elizabeth Fraser - Voce
- Steve Gadd - Batteria
- Stuart Gordon
- Will Gregory
- Johnny Kalsi
- Ged Lynch - Percussioni
- James McNally
- Jocelyn Pook
- Jacquie Turner
- Richard Chappell
- Alan Coleman
- Edel Griffith
- Adzido Pan African Dance Ensemble
- Electra Strings